# Orangerie (Darmstadt)

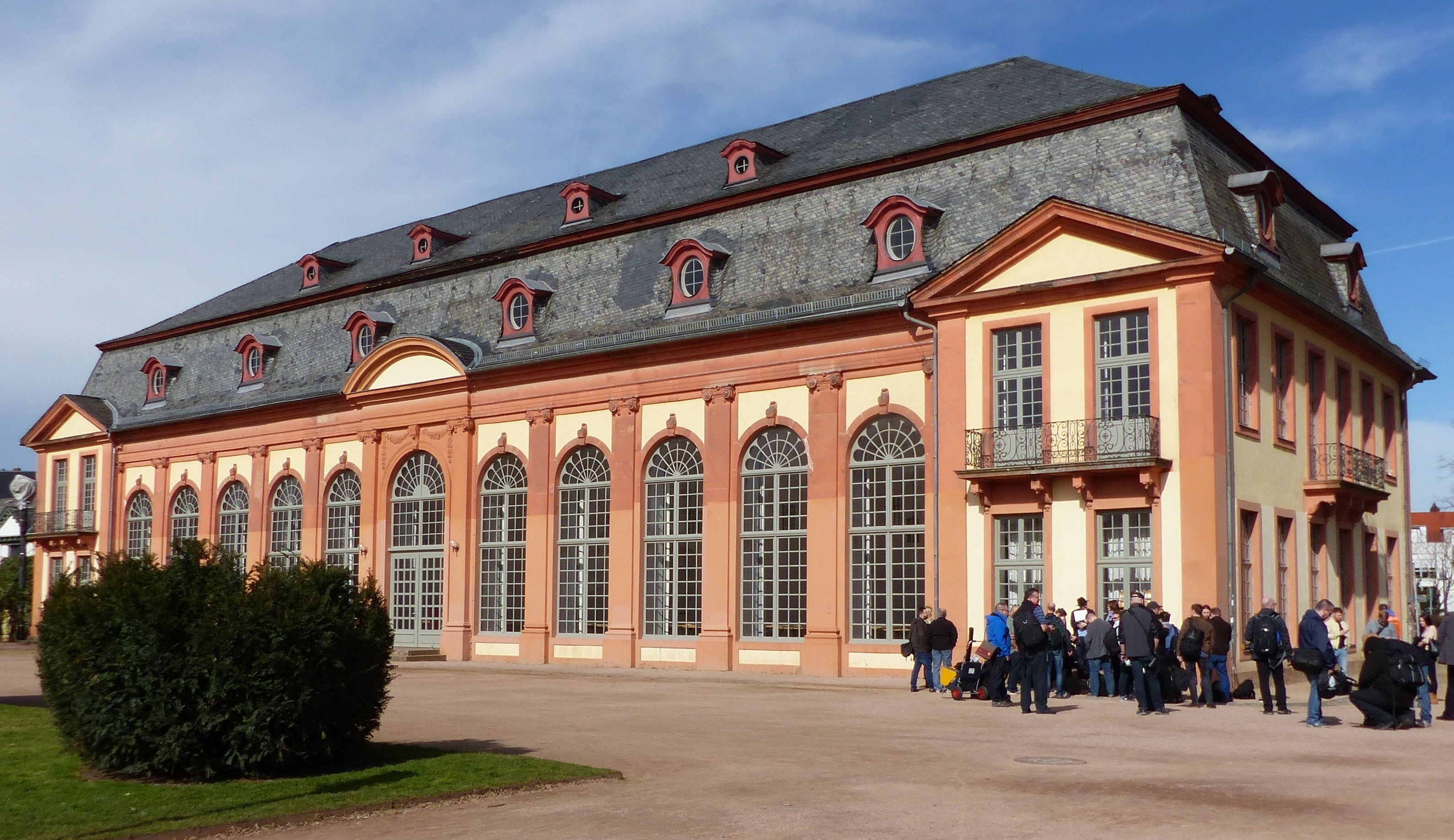
Die Orangerie im Darmstädter Stadtteil Bessungen (2017)

Die um 1720 erbaute Orangerie im heutigen Darmstädter Stadtteil Bessungen ist ein vom Architekten Louis Remy de la Fosse entworfenes barockes Schlossgebäude. Ursprünglich diente es als Winterherberge für kälteempfindliche Zitrusgewächse, die in den Sommermonaten die umliegenden Parkanlage schmückten. Erbaut wurde das Gebäude mit einem nach Süden geöffneten, zweifach-geschossigen Saal, den eingeschossige Räume umgeben. Der sich daran anschließende Orangeriepark wurde unter Ernst Ludwig Landgraf von Hessen-Darmstadt vom kurpfälzischen Hofgärtner J. K. Ehret aus Heidelberg gestaltet. Die symmetrische barocke Anlage besteht aus dreifach gestuften Gartenparterres, breiten Achsen mit Fontänen und umrandenden Alleen. Den nördlichen Abschluss bildet das Sandsteintor des ehemaligen Marktpalais. 1742 besuchte der Herzog von Croÿ Darmstadt. Zusammen mit den Söhnen des Landgrafen besichtigte er das kleine Schloss in Bessungen, eine halbe Meile vor der Stadt, und die Orangerie, die gerade im Bau war. Er lobte die 60 Orangenbäume und die Gewächshäuser mit ihren exotischen Pflanzen.
Nach einer Feuersbrunst im Jahr 1774 wurde die Orangerie 1782 von dem Bessunger Baumeister Johann Martin Schuhknecht neu aufgebaut. Man betonte den Anspruch, das Gebäude möglichst originalgetreu wiederherzustellen, jedoch wurde das Dach um 1,5 m erhöht und der Bau damit ein ganzes Stück massiver als von de la Fosse geplant.
Die Öffentlichkeit erhielt erst um 1802 Zugang zur Parkanlage. In den darauffolgenden Jahren fanden im Orangeriegarten vermehrt auch öffentliche Veranstaltungen statt. Zuvor dienten das Gelände und die Orangerie ausschließlich der höfischen Gesellschaft für Feste und Zusammenkünfte. Die öffentliche Nutzung wurde beibehalten, als der Garten 1925 zusammen mit der Orangerie auf 99 Jahre an die Stadt Darmstadt verpachtet wurde. Nach dem Zweiten Weltkrieg diente die Orangerie nach der Zerstörung des städtischen Theaterbaus zeitweise als Ausweichquartier für das Landestheater Darmstadt. Die Akten der für diese Nutzung bis 1972 von der Stadt durchgeführten Umbauarbeiten befinden sich im Stadtarchiv Darmstadt. Die Anbauten wurden jedoch nach dem Auszug des Landestheaters 1972 wieder entfernt, um den ursprünglichen Zustand wiederherzustellen.
Das Orangeriegebäude wird heute für Konzerte, Tagungen und Verkaufsveranstaltungen genutzt.

## Veranstaltungen
Jeweils am 3. Wochenende im September findet die Bessunger Kerb im Orangeriepark mit dem Bessunger Merck Lauf der TG Bessungen statt.

## Impressionen aus dem Orangeriepark

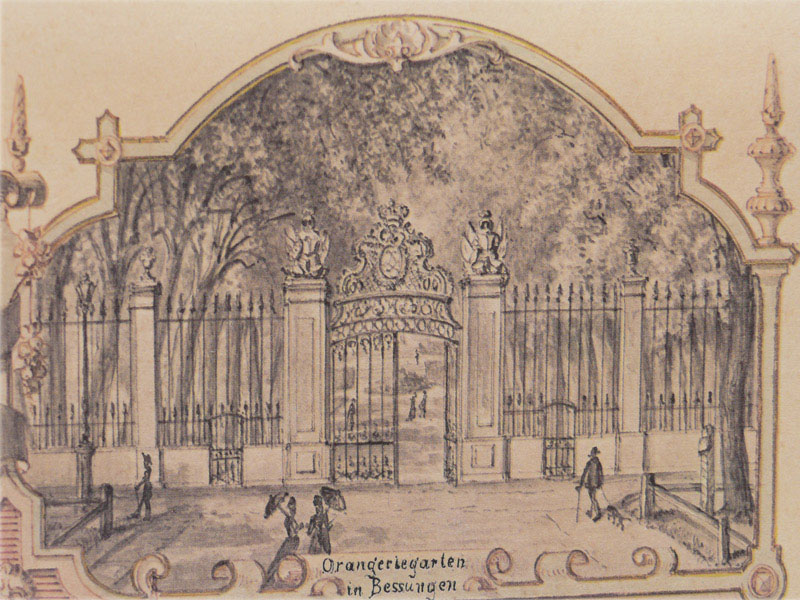
Orangeriegarten (um 1884)
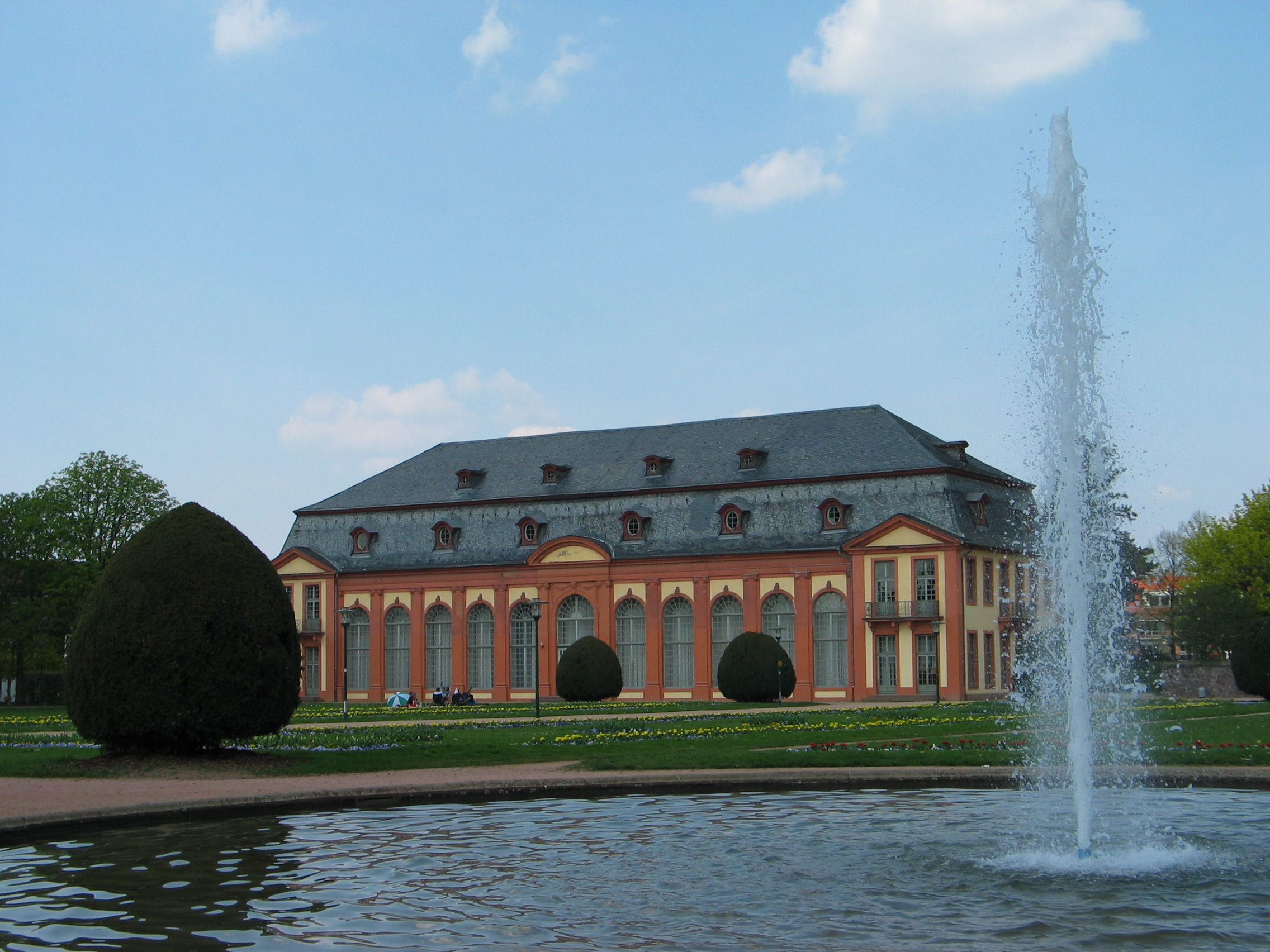
Orangerie (2004)
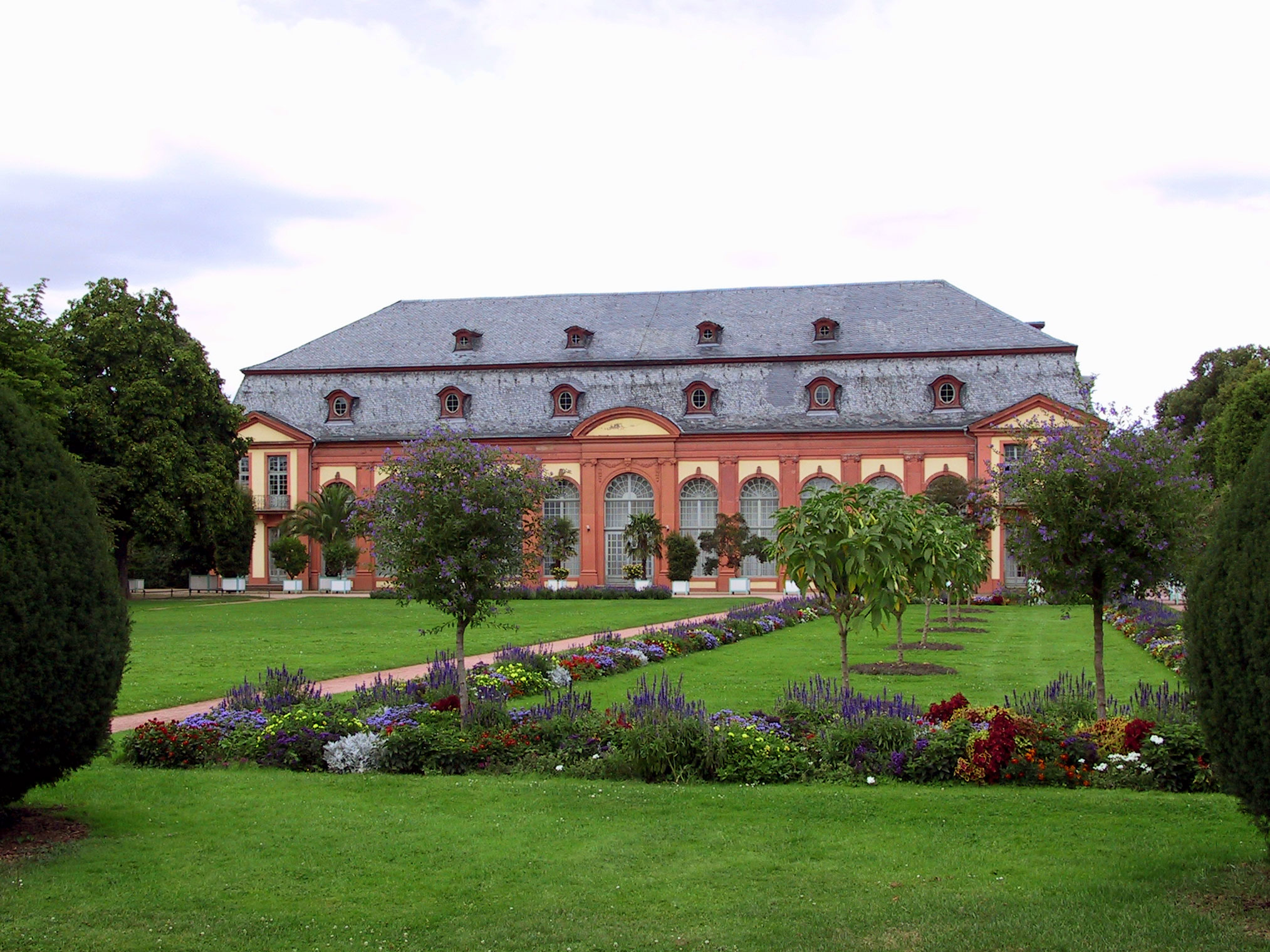
Orangerie (2005)
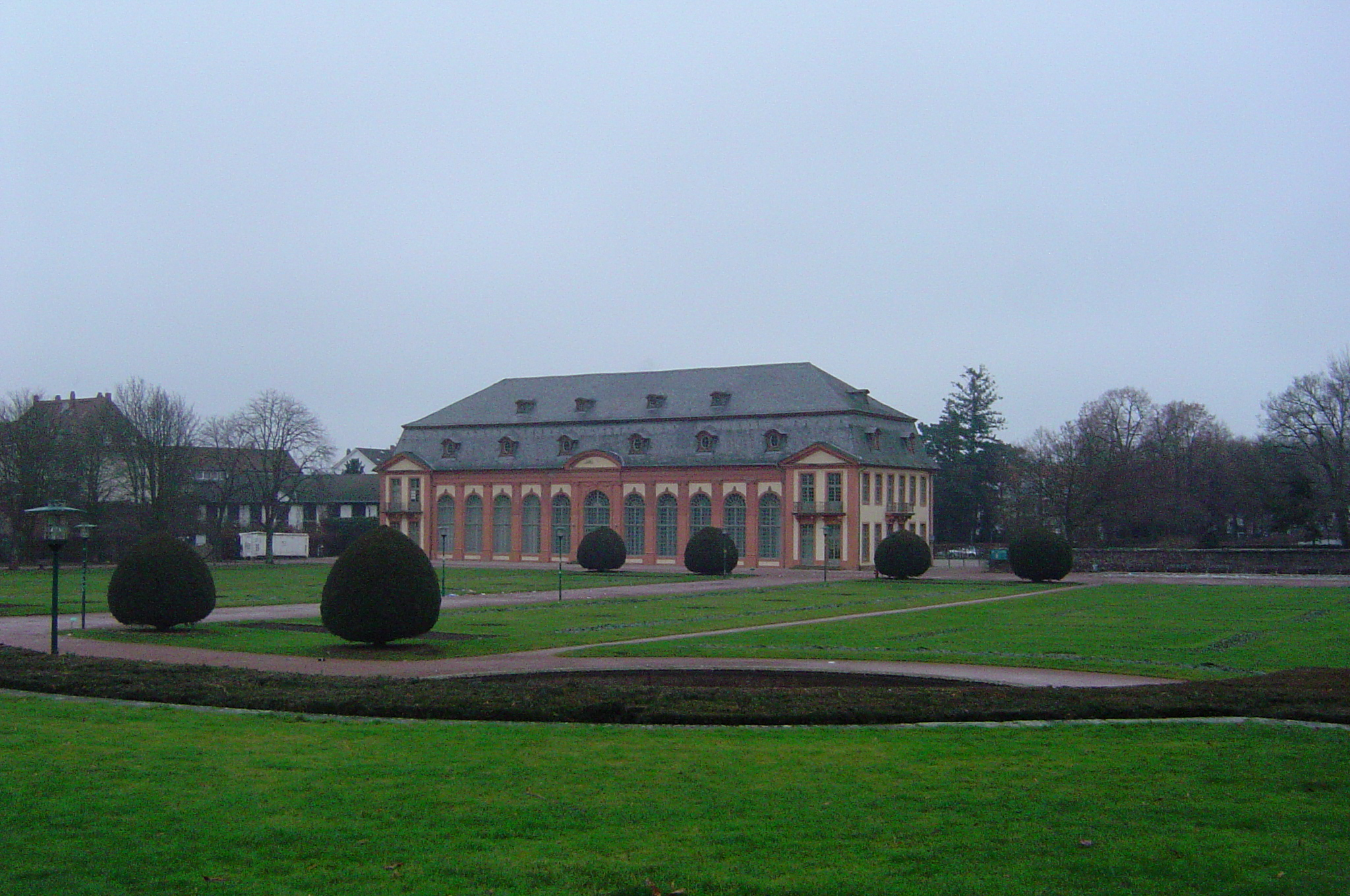
Orangerie (2008)
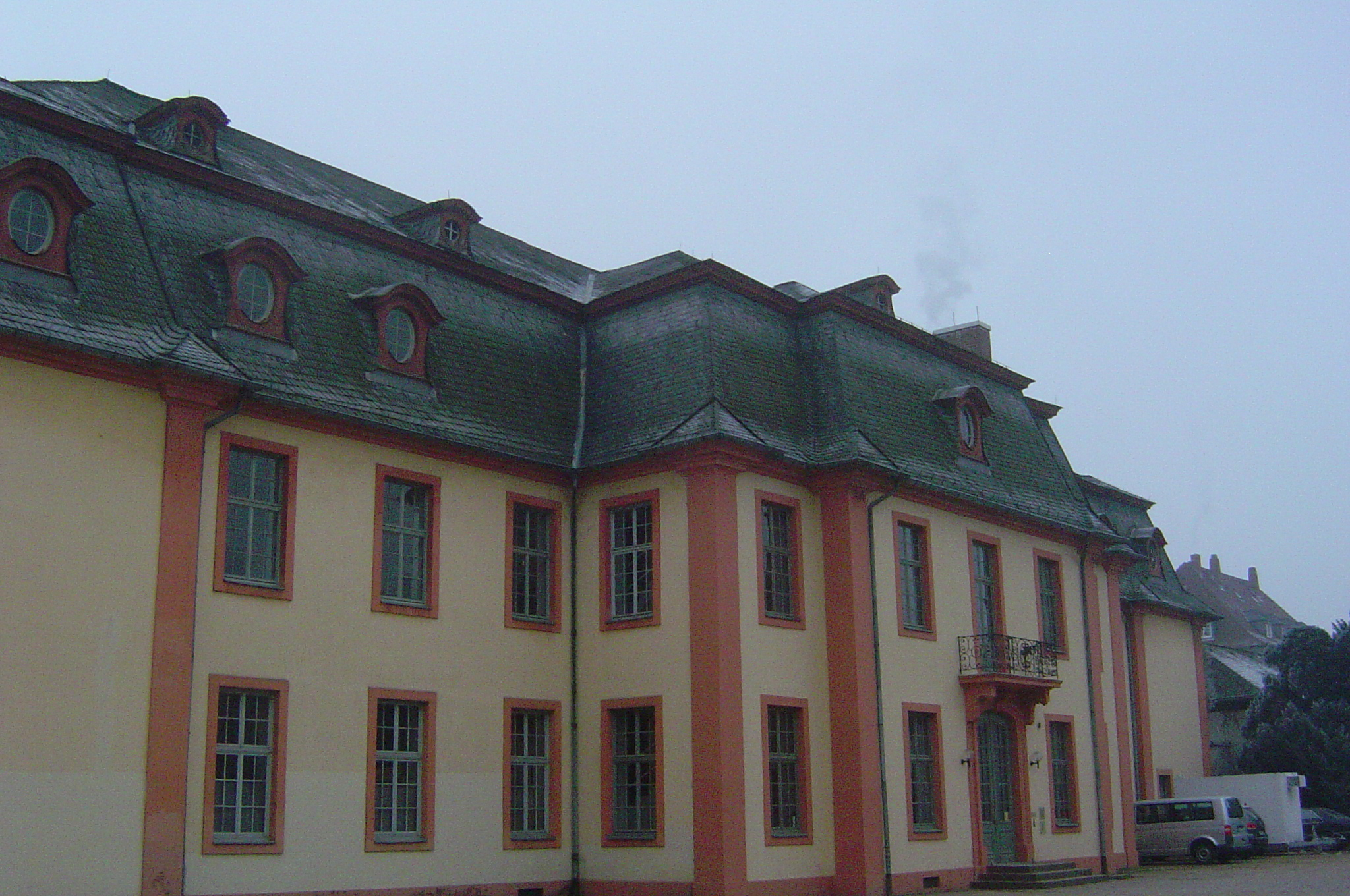
Orangerie (2008)
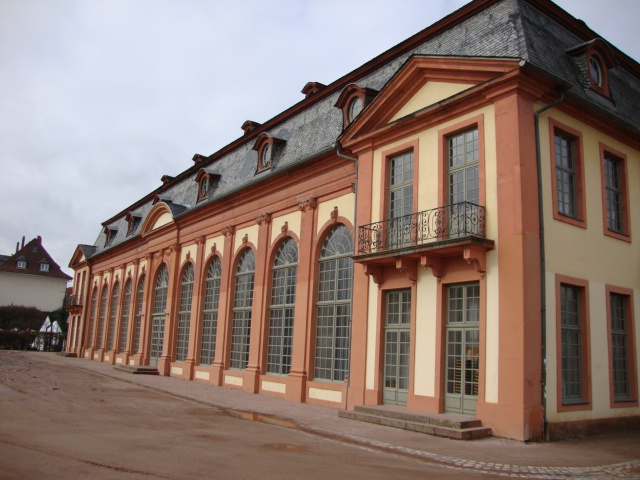
Orangerie (2009)
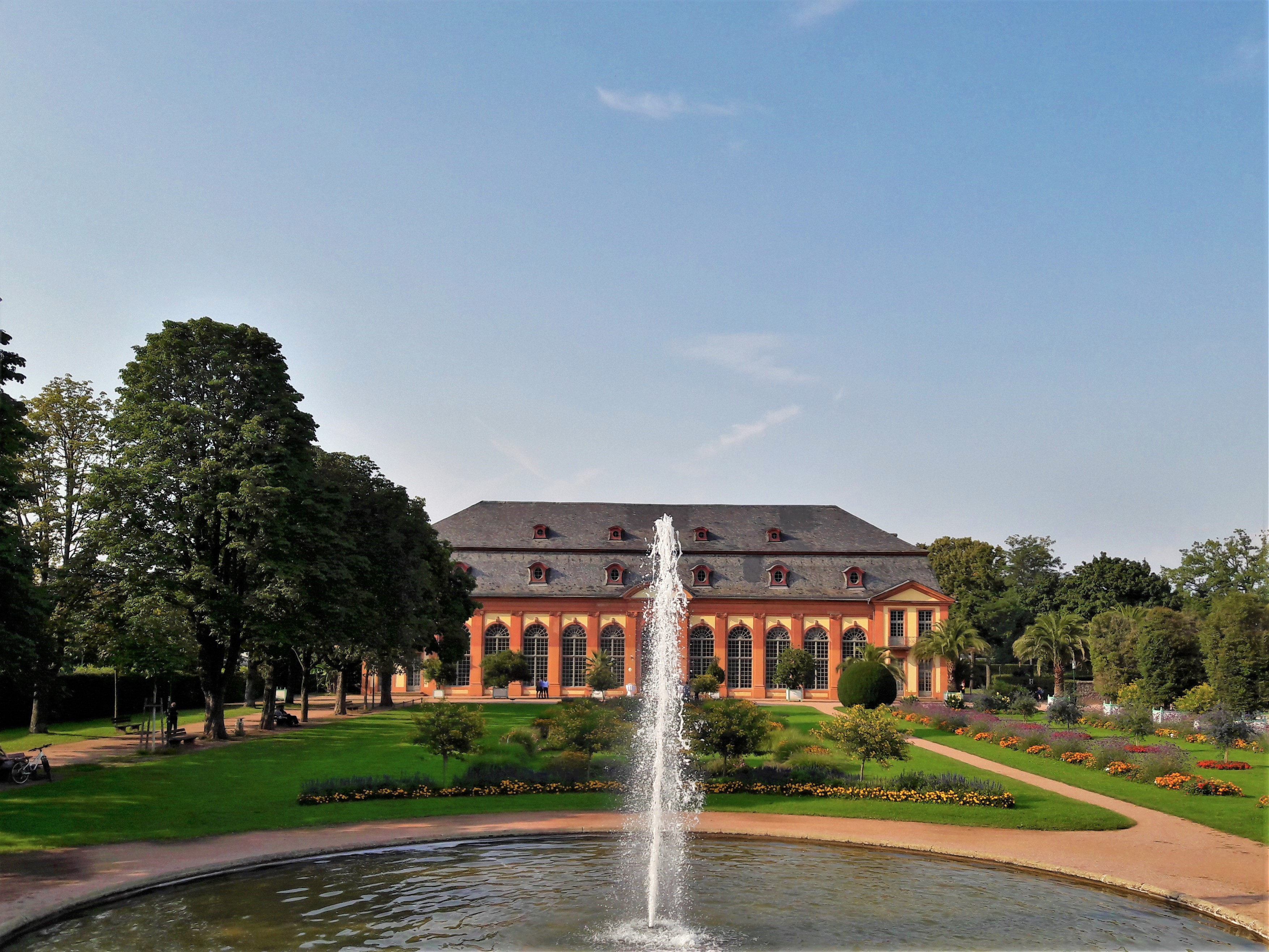
Orangerie (2017)
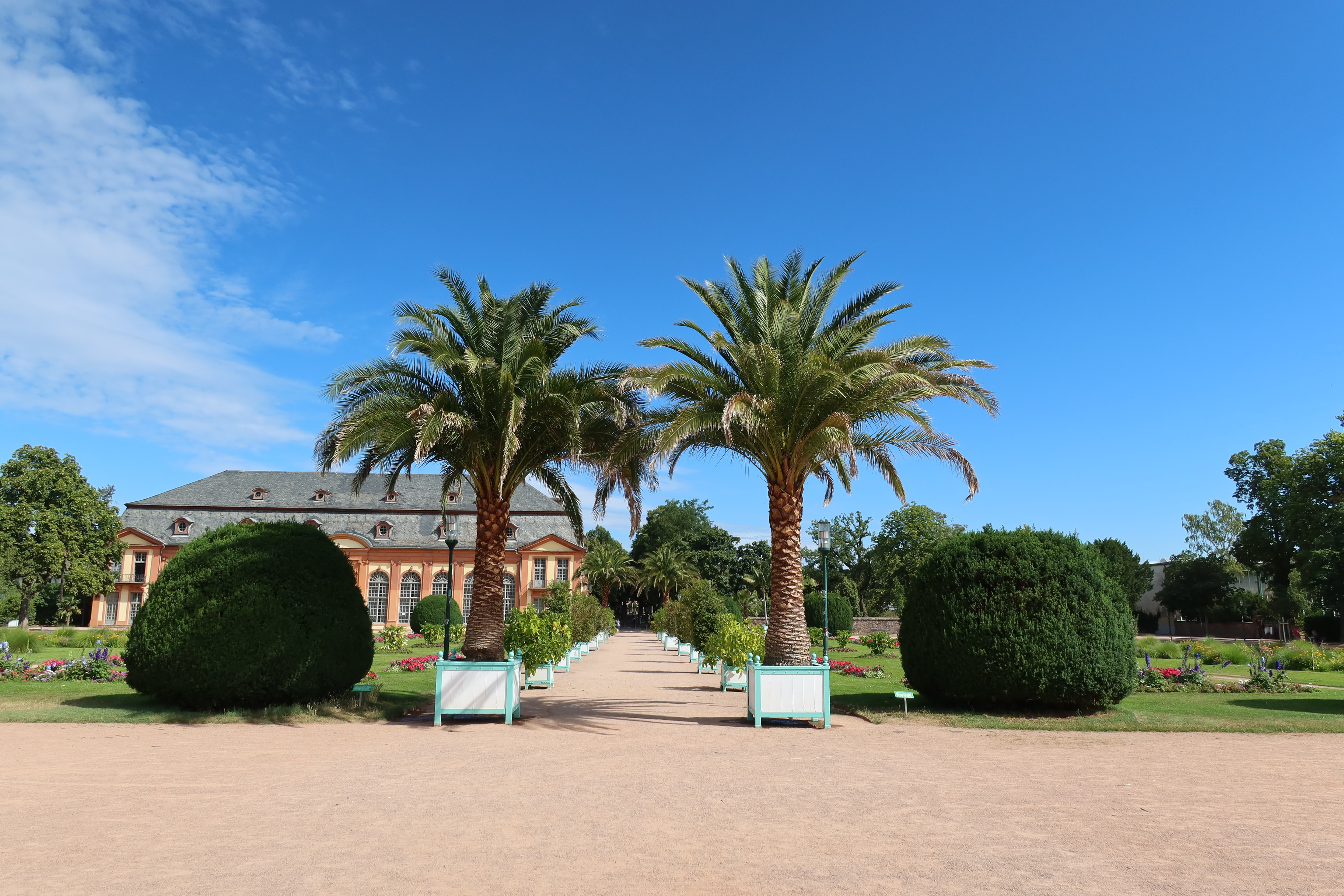
Orangerie (2020)